# Ankylosaurider
Ankylosauridae var en familj av bepansrade dinosaurier som utvecklades för 125 miljoner år sedan (jämsides med en annan familj av ankylosaurier, det vill säga Nodosauridae) och dog ut 65 miljoner år sedan vid Krita-tertiär-utdöendet.
Ankylosaurider har hittats i västra Nordamerika, Europa och Östasien. Ankylosaurider är sällsynta som fynd och är oftast endast kända från benfragment.

## Drag
Det tunga kroppspansaret, vilket formar ett riktigt skal på ankylosauriernas ryggar, samt deras svansklubbor gör att de är mycket lika däggdjuren Glyptodonterna. Deras tunga, bepansrade huvuden hade en tandlös näbb i framändan (vilken kan jämföras med dagens fåglar), och de hade även små tänder djupt in i både över- och underkäken.

### Kroppspansar
Ankylosauridern hade ofta tjocka benplattor av sammansmält ben, oftast uppblandade med en mängd olika taggar och knappar. Ankylosauriderna var så tungt bepansrade att några långt utvecklade arter till och med hade bepansrade ögonlock. 

### Svans

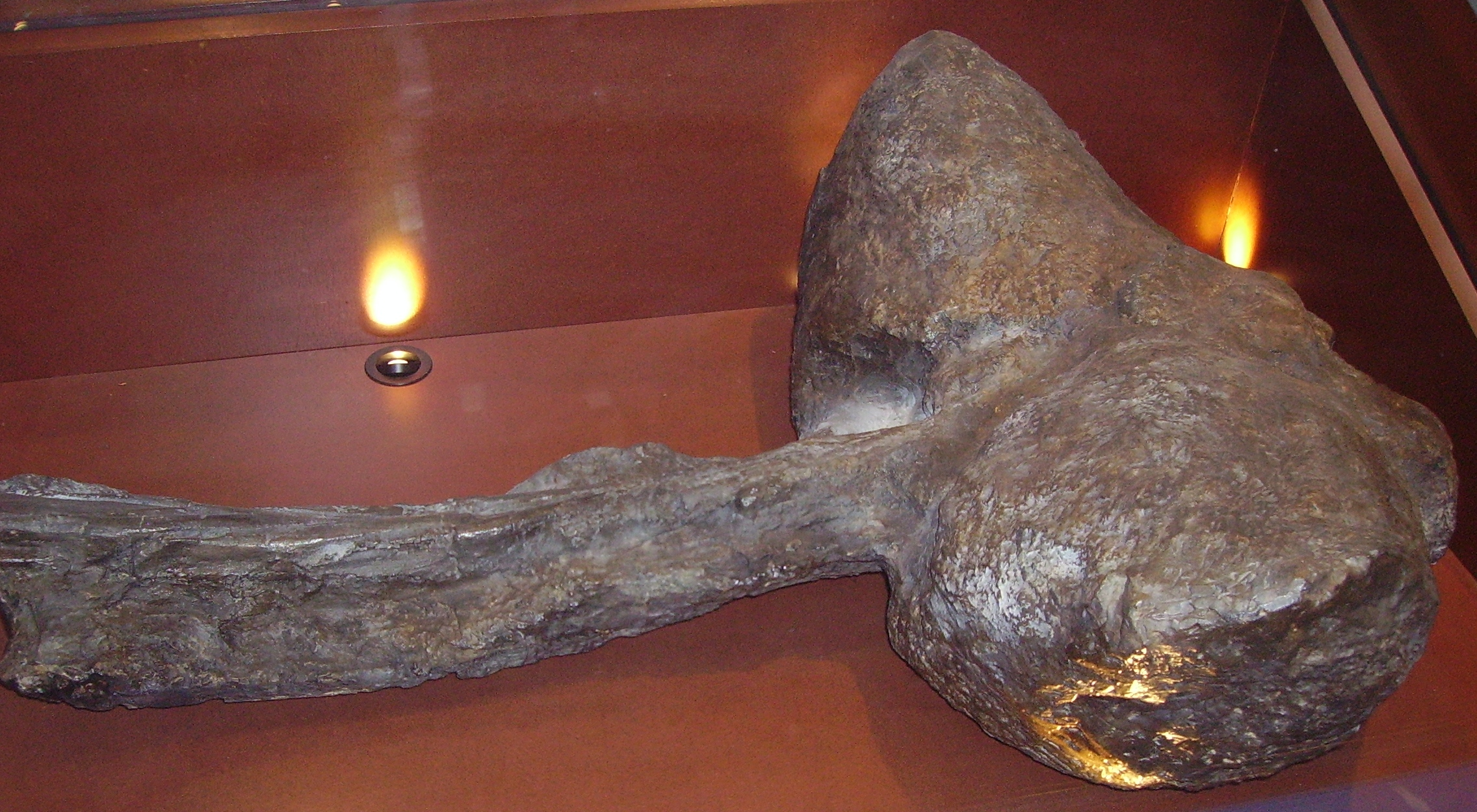
Euoplocephalus svansklubba.

Många ankylosaurider hade också stora klumpar av ben i änden av svansen som formade en stor "klubba". Denna klubba bestod vanligtvis av två stora benknölar. Benet som formade klubban låg inbäddad i huden medan de två benknölarna hade smält samman med svanskotorna och ibland med varandra. Denna svansklubba används traditionellt för att separera ankylosauriderna från deras nära släktingar nodosauriderna, även om de mest primitiva av ankylosauriderna (de så kallade polocanthinerna) också saknade svansklubban.

## Arter och taxonomi
Man säger allmänt att det finns två underfamiljer inom Ankylosauridae. I en uppsats höjde Ken Carpenter Polacanthinae till familjestatus, vilket inga andra paleontologer gör.
Polacanthinae fanns under yngre jura till äldre krita, och Kirkland har observerat att de dog ut vid samma tidsperiod som en landbrygga öppnades upp mellan Asien och Nordamerika.
Definitioner (efter Sereno, 2005) : 
Ankylosauridae definieras som den mest allomfattande kladen innehållande Ankylosaurus magniventris men inte Panoplosaurus mirus.
Ankylosaurinae definieras som den mest allomfattande kladen innehållande Ankylosaurus magniventris men inte Gargoyleosaurus parkpinorum, Minmi paravertebra eller Shamosaurus scutatus.
- Infraordning Ankylosauria
  - FAMILJ ANKYLOSAURIDAE
    - Underfamilj Polacanthinae
      - Gargoyleosaurus
      - Hylaeosaurus
      - Mymoorapelta
      - Gastonia
      - Hoplitosaurus
      - Polacanthus

    - Aletopelta
    - Cedarpelta
    - Gobisaurus
    - Shamosaurus
    - Underfamilj Ankylosaurinae
      - Ankylosaurus
      - Tarchia
      - Saichania
      - Tsagantegia
      - Talarurus
      - Euoplocephalus
      - Nodocephalosaurus
      - Pinacosaurus
      - Shanxia
      - Tianzhenosaurus